# Cheshire
Cheshire é um condado situado no Noroeste da Inglaterra. 

## Toponímia
O nome de Cheshire deriva da antiga forma do nome "Chester" e foi registrado pela primeira vez como Legeceasterscir, na Anglo-Saxon Chronicle, significando "o condado da cidade de legiões". Embora o nome apareça pela primeira vez no ano de 980, acredita-se que o condado tenha sido criado por Eduardo, o Velho, por volta de 920.  No Domesday Book, o nome do condado foi registrado como Cestrescir, derivado do nome Chester tal como era grafado na época. Mudanças que ocorreram na própria língua inglesa, com algumas simplificações e elisões, resultaram no nome Cheshire, como é usado hoje.

## Na cultura popular
Lewis Carrol, autor de Alice no País das Maravilhas, utilizou Cheshire no nome de um gato que Alice encontra no País das Maravilhas, o Gato de Cheshire. 
Cheshire é famosa por abrigar a sede da Bentley, fabricante britânica de automóveis de luxo. 

## Personalidades locais
- Charles Glover Barkla (1877-1944), Prémio Nobel de Física de 1917
- James Chadwick (1891-1974), Prémio Nobel de Física de 1935
- Taron Egerton, (1989) ator
- Harry Styles, cantor (One Direction) (1994)
- Gato de Cheshire, popularizado por Alice no País das Maravilhas